# Путталам
Путталам (синг. පුත්තලම, там. புத்தளம்) — місто на північному заході Шрі-Ланки. Місто є адміністративним центром округу Путталам в Північно-західній провінції країни. Керує містом Міська рада. Путталам розташований за 134 км на північ від Коломбо. Населення міста на 2011 рік становило 45 661 чоловік.
Путталам  відомий електростанцією Лаквіджая (Lakvijaya Power Station), виробництвом солі, кокосовими горіхами і рибальством. Місто розташоване на березі однієї з найбільших лагун в країні. Путталам славиться добрими і гостинними людьми. Поступово набирають  популярність туристичні напрямки - Національний парк Уілпатту, півострів і острови Калпітія, а також  незаймані пляжі, природні багатства, дельфіни, піщані дюни та інше. Недалеко від Путталама знаходиться місто Анамадува, найбільше місто в окрузі Путталам.

## Історія
Історія Путталама почалася з прибуття короля Віджая -Тамманна нувара - 543-505 до н.е.  Його  корабель причалив у Тхамбапані, на півночі лагуни Путталам. Назва «Путталам», можливо,походить тамільського  слова «Uppuththalam», де «uppu» означає «сіль», а «thalam» — «місце виробництва солі»,  пізніше  трансформувавшись у «Путталам». У XIV столітті Путталам відвідав арабський мандрівник Ібн Баттута.

## Географія
Путталам розташований на рівнинному березі на висоті 8 м. над рівнем моря. Найвища точка в околицях Путталама 81 м. знаходиться за 6,3 км на схід від міста. Навколо міста багато озер, природної рослинності і сільськогосподарських угідь.

## Клімат
По класифікації Кеппена клімат Путталама, як і клімат всієї Шрі-Ланки, відноситься до тропічного саванного з коротким посушливим сезоном з червня по вересень і ще одні посушливим сезоном з січня по березень. Вологий сезон триває з жовтня по грудень. Температура постійна протягом цілого року з невеликими відхиленнями.
| Климат Путталама        | Климат Путталама | Климат Путталама | Климат Путталама | Климат Путталама | Климат Путталама | Климат Путталама | Климат Путталама | Климат Путталама | Климат Путталама | Климат Путталама | Климат Путталама | Климат Путталама | Климат Путталама |
| Показатель              | Січ              | Лют.             | Бер.             | Квіт.            | Трав.            | Черв.            | Лип.             | Серп.            | Вер.             | Жов.             | Лист.            | Груд.            | Рік.             |
| Абсолютний максимум, °C | 33,7             | 36,3             | 36,5             | 37,5             | 35,4             | 34,9             | 35,0             | 34,6             | 35,5             | 34,5             | 33,3             | 34,3             | 37,5             |
| Середній мінімум °С     | 30,5             | 32,1             | 33,2             | 33,1             | 32,3             | 31,5             | 31,4             | 31,5             | 31,7             | 31,1             | 30,5             | 29,9             | 31,6             |
| Середня температура, °C | 25,8             | 26,8             | 28,1             | 28,8             | 29,0             | 28,8             | 28,5             | 28,5             | 28,5             | 27,6             | 26,7             | 26,0             | 27,8             |
| Середній мінімум, °C    | 21,0             | 21,4             | 23,1             | 24,5             | 25,8             | 26,2             | 25,6             | 25,5             | 25,3             | 24,1             | 22,9             | 22,1             | 24,0             |
| Абсолютний мінімум, °C  | 16,3             | 15,2             | 18,4             | 20,4             | 20,4             | 21,0             | 21,2             | 21,7             | 21,4             | 19,4             | 16,7             | 17,6             | 15,2             |
| Норма опадів, мм        | 55               | 40               | 66               | 176              | 95               | 42               | 16               | 16               | 64               | 238              | 249              | 138              | 1195             |
| Середня вологість, %    | 70               | 66               | 67               | 71               | 74               | 73               | 73               | 73               | 72               | 75               | 76               | 75               | 72               |
| ----------------------- | ---------------- | ---------------- | ---------------- | ---------------- | ---------------- | ---------------- | ---------------- | ---------------- | ---------------- | ---------------- | ---------------- | ---------------- | ---------------- |
| Джерело: NOAA           |                  |                  |                  |                  |                  |                  |                  |                  |                  |                  |                  |                  |                  |

## Релігія
У міських районах живуть в основному мусульмани (95 %), буддисти і християни живуть в основному на околицях. Індуїстів мало.

## Транспорт
Путталам безпосередньо з'єднаний 3 магістралями з великими містами країни:
- магістраль A3 сполучає с Негомбо и з Коломбо
- магістраль A10 сполучає  з Курунегалой и далі з Канді
- магістраль A12 сполучає з Анурадхапурою и далі з Тринкомалі.

Щодня автобус відправляється в Коломбо, Курунегалі, Канді і Анурадхапура.  Залізниця з'єднує Путталам з Негомбо і Коломбо. 

## Економіка
Путталам розташований в центрі так званого «Кокосового трикутника» і є  другим за обсягом виробником кокосів в країні. Також в Путталамі розташоване друге за обсягами виробництво солі в країні. Тут же знаходиться найбільший цементний завод, що входить до складу холдингу LafargeHolcim (LafargeHolcim). Також в Путталамі розвинене сільське господарство, креветочні ферми. Перша крабова ферма і інкубатор на Шрі-Ланці побудувала в Путталаме сінгапурська компанія.

## Освіта
Основні школи:
- Колледж Захіра (Національна школа)
- Жіночий колледж Фатіми
- Колледж святого Андрія
- Національний колледж Ананда
- Індійський центральний коледж
- Міжнародна школа Ікра
- Школа святої Марії

В Путталамі розташований Відкритий університет.

## Енергетика
Індійська компанія Seguwantivu Wind Power інвестувала $37 млн і експлуатує 25 вітряних турбін, що виробляють 20 МВт електроенергії в регіоні Путталамі Сегувантіву.
Близько Путталама, в Норочолаї, знаходиться вугільна електростанція Лаквіджая. Будівництво розпочалося у 2006 році і завершилася в 2011 році.

## Спорт
Найпопулярнішим видом спорту в місті, як і по всій країні, є крикет.  Також популярні футбол і волейбол. 